# Frank Kelly
Francis Kelly, detto Frank (Irlanda, 28 dicembre 1938 – Dublino, 28 febbraio 2016), è stato un attore e comico irlandese.

## Biografia
Iniziò a recitare dalla fine degli anni sessanta: partecipò a Evelyn in cui interpretava il padre di Pierce Brosnan.
Era sposato dal 1964 e padre di sette figli.
Father Ted – serie TV, 25 episodi (1995-1998)